# 薩柳尤山
14°40′3″S 69°13′57″W / 14.66750°S 69.23250°W
薩柳尤山（Salluyu），是南美洲的山峰，位於玻利維亞和秘魯接壤的邊境，處於喬皮奧爾科山以南、帕盧馬尼山以北，屬於安第斯山脈中阿波洛班巴山脈的一部分，海拔高度5,650米。